# (36059) 1999 RT39
1999 RT39 (asteroide 36059) é um asteroide da cintura principal. Possui uma excentricidade de 0.06663890 e uma inclinação de 9.30962º.
Este asteroide foi descoberto no dia 7 de setembro de 1999 por CSS em Catalina.